# Аюд
Аю́д (рум. Aiud) — город в жудеце Алба в Трансильвании, Румыния. Его население составляет 28 934 человек, и он, имея статус муниципия, является вторым по величине городом в Албе после административного центра Алба-Юлия. Название города произошло от имени святого Эгидия (лат. Ægidius), которому была посвящена первая построенная в поселении церковь.

## Герб города
Герб Аюда представляет собой щит, разделённый на 3 части. Первая представляет собой квадрат, где на красном фоне стоит золотая арка ворот, увенчанная крестом и двумя круглыми медальонами. В открытых воротах расположена также из золота гроздь винограда в виноградных листьях. Во втором поле на лазурном фоне изображён серебристого цвета грифон с высунутым красным языком и серебристым мечом, сжимаемым правой лапой, а в правой лапе весы из такого же серебристого металла. В нижней части щита на золотом фоне открытая книга.
В этом гербе ворота обозначают основание и создание города народом. Виноград и весы символизируют развитое в прошлом виноградарство. Меч означает защиту жителей города. Весы являются непременным атрибутом административного управления городом. Открытая книга напоминает о важных культурных учреждениях, существующих в этом городе: библиотека Bethlen, построенная в 1662 году, и музей естественных наук 1796 года постройки.

## Административное деление
Муниципий Аюд состоит из собственно города и десяти посёлков. Они делятся на четыре посёлка городского типа и шесть деревень, находящиеся за пределами городской черты, но относящиеся к муниципию. Четыре городских деревни: Aiudul de Sus, Gâmbaș, Măgina и Păgida. За пределами города: Ciumbrud (0,81 км²), Sâncrai (0,65 км²), Gârbova de Jos (1,04 км²), Țifra (0,06 км²), Gârbova de Sus (0,52 км²) и Gârbovița (0,28 км²).

## Население
По состоянию на 2011 год численность населения города составляла 22495 человек.
Общую численность населения в 31 894 человека составляют жители самого города и административно относящихся к нему 10 посёлков:
- собственно город Аюд — 24 618
- Aiudul de Sus (Felenyed) — 2276
- Ciumbrud (Csombord) — 1504
- Sâncrai (Enyedszentkirály) — 1023
- Măgina (Muzsnaháza) — 628
- Gâmbaș (Marosgombás) — 578
- Gârbova de Jos (Alsóorbó) — 464
- Gârbova de Sus (Felsőorbó) — 357
- Păgida (Kisapahida) — 165
- Gârbovița (Középorbó) — 164
- Țifra (Cifrafogadó) — 116

Этнический состав распределён следующим образом
- румыны — 17 713 (78,74% от всего населения)
- венгры — 3523 (15,66%)
- этнические немцы — 20 (0,08%)
- цыгане — 1169 (5,1%)

Конфессиональный состав такой
- православные — 76,3% от всего населения
- реформаторы — 13,1%
- греко-католики — 4,1%
- католики — 2,1%
- унитарной церкви — 1,1%
- прочие — 3,3%

Согласно данным переписи 2016 года, население города составляло 26 296 человек, согласно данным переписи 2021 года — 21 307 человек.

## Климат
Город расположен в долине одноимённой реки и, следовательно, обладает климатом горного типа. Это характерный трансильванский умеренный континентальный климат со средними температурами −2,6 °C зимой и 19,2 °C летом.

## Образование
Образовательных учреждений довольно много для города такого размера − здесь много школ с учащимися из-за того, что Аюд славится как образовательный центр своего региона и в нём обучаются приезжающие из других районов. Первая школа здесь была открыта в 1611 году с курсами румынского языка. На сегодня в городе работает большое число школ и дошкольных учреждений.

## Транспортная инфраструктура
В Аюд легко добраться из любой части Румынии, так как он находится в центре страны и её дорожной сети. Город расположен на федеральной трассе, соединяющей Бухарест и Орадя, а затем пересекает венгерскую границу и идёт на Будапешт. Таким образом, большинство общественного транспорта, идущего из Будапешта в Бухарест через Орадя, останавливается в Аюде.
Аюд является важным железнодорожным узлом и через него часто проходят составы Румынских железных дорог. Станция расположена на главной линии из Орадя в Бухарест через Клуж-Напока. Следовательно, ежедневно через Аюд проходит 46 поездов (с очень частыми остановками в основных городах) и благодаря им Аюд связан со следующими крупными городами:
- Клуж-Напока — 18 поездов ежедневно
- Alba Iulia — 10 поездов ежедневно
- Брашов, Сигишоара и Плоешти — 5 поездов ежедневно
- Бухарест, Дева, Тыргу-Муреш и Тимишоара — 4 поезда ежедневно
- Сибиу — 3 поезда ежедневно
- Орадя, Хуедин, Арад, Сату-Маре, Констанца, Мангалия, Сучава, Яссы — 2 поезда ежедневно
- Крайова и Сигету-Мармацией — 1 поезд ежедневно

Примечание: число поездов в день указывает общее количество составов в обоих направлениях, как к указанному городу, так и от него.

## Здравоохранение
В муниципии Аюда в 1993 году построена новая больница на 318 коек и 15 отделений. Есть радиологический кабинет, круглосуточная экстренная медицинская помощь и большая станция скорой помощи, что делает больницу одной из лучших в регионе. Также рядом расположен медицинский центр с 14 специализированными кабинетами. Также в Аюде есть противотуберкулёзный санаторий, находящий на юго-востоке города, это медучреждение построено в 1914 году и предусматривает 220 койко-мест.